# Гавричкин, Николай Иванович
Николай Иванович Гавричкин (укр. Микола Іванович Гавричкін; род. 27 мая 2003 года, Украина) — украинский борец классического стиля. Вице-чемпион Украины по греко-римской борьбе. Мастер спорта Украины.

## Биография
Николай родился 27 мая 2003 года в городе Мариуполь Донецкой области. Начал заниматься греко-римской борьбой в 6 лет. Его первыми тренерами были Москаленко Владимир Владимирович и Сардарян Алексан Николаевич.

## Спортивная карьера
Гавричкин начал свою карьеру в весе до 35 кг, где ему не было равных на чемпионате города Мариуполь. В 2017 году он стал вторым на турнире памяти Алексей Вакуленко в Краматорске. В 2020 году Николай стал победителем первенства Украины среди кадетов в весе до 51 кг, а также он выигрывал первенство страны среди юниоров в 2021 и 2022 годах. В 2021 году пришёл первым на первенстве Украины среди борцов до 23 лет. Участник чемпионата Европы 2021 до 23 лет в Северной Македонии. В 2022 году был участником первенства мира и Европы среди юниоров и принял участие на первенстве мира среди борцов до 23 лет. На чемпионате Украины 2022 среди взрослых борцов Гавричкин добыл бронзовую медаль в весе до 55 кг. В начале 2023 года Николай стал вторым на первенстве Украины до 23 лет. В ноябре 2023 года стал финалистом чемпионата Украины в весе до 55 кг. В августе 2024 года стал третьим на кубке Друскининкайя в Литве.

## Спортивные достижения
- Первенство Украины среди кадетов 2020 — ;
- Первенство Украины среди юниоров 2021, 2022 — ;
- Первенство Украины до 23 лет 2021 — ;
- Первенство Украины до 23 лет 2023, 2024 — ;
- Чемпионат Украины 2022 — ;
- Чемпионат Украины 2023 — ;
- Кубок Друскининкайя 2024 — ;